# Mettece Sopra
Mettece Sopra è il secondo album in studio del gruppo musicale italiano BandaJorona, pubblicato nel 2012 dalla Goodfellas Records.

## Descrizione
Questo disco nasce dall'idea di scattare una fotografia della Roma del presente, del vissuto di chi la vive giornalmente: personaggi che si muovono dei quartieri bohémien e popolari, situazioni di precarietà lavorativa ed esistenziale, momenti di poesia imprevedibile, invenzioni linguistiche inaspettate e incontri con portatori di memorie antiche -dagli anziani partigiani ai migranti delle generazioni passate e presenti- e di culture "altre". Oltre ad alcuni brani, come pre il primo album, di provenienza dalla tradizione musicale romana e laziale, in questo album compaiono brani autoriali composti da membri del gruppo e altri scrittori e poeti neodialettali.

## Tracce

### CD
1. Angelina – 3:19
2. Nun te sveja' – 3:47 (testo: Pier Mattia Tommasino – musica: Davide Baldi)
3. So' nata sfortunata (So' nnata sfortunata in de le fasce) – 2:37 (edizioni musicali Fonit Cetra)
4. Bolero alla romana – 2:57 (Ludovica Valori)
5. Mettece sopra – 4:06 (testo: Pier Mattia Tommasino – musica: Davide Baldi)
6. Ma quale amore è – 3:39 (Roberto Berini)
7. La Regina der Pigneto – 5:52 (Daniele Ercoli)
8. Mi misse a ffà l'amore co'n moretto – 2:19
9. Serenata di Graziella - Alziti bbella – 4:28 (edizioni musicali Fonit Cetra)
10. La stecca para – 3:56 (testo: Pier Mattia Tommasino – musica: Daniele Ercoli)
11. Fiori Tzicani – 5:11 (Ludovica Valori)
12. Roma città persa – 3:42 (Ludovica Valori)
13. Fame D'amore – 2:43 (testo: Ludovica Valori – musica: Roberto Berini)
14. Le fontane di Roma – 5:11 (testo: Remo Remotti)

## Formazione

### Gruppo
- Bianca Giovannini – voce, cori (9), percussioni latine (4)
- Daniele Ercoli – contrabbasso, cori (6, 7)
- Ludovica Valori – fisarmonica, trombone (5, 10), cori (6)
- Desirée Infascelli – mandolino, fisarmonica (10)

### Altri musicisti
- Paolo Enrico Archetti Maestri – voce (12)
- Annalisa Baldi – chitarra classica (6, 9)
- Davide Baldi – pianoforte (2, 4), carillon (2), percussioni vocali (3)
- Lutte Berg – chitarra elettrica (5)
- Tony Cattaneo – trombone (8)
- Chicchetta – intro e miao (7)
- Luca De Marinis – sonorizzazione (14)
- Piergiorgio Faraglia – chitarra (12)
- Giampaolo Felici – voce, timpano (5)
- Filippo Gatti – voce, chitarra acustica (1)
- Dimitris Kotsiouros – bouzouki, cori (7)
- Fabio Martino – diamonica (12)
- Alessandro Mazziotti – tamburello (3), zampogna (5), ciaramelle (5)
- Remo Remotti – voce (14)
- Marian Serban – cymbalon (11)
- Giorgios Strimpakos – baglamàs, voce (7)

- Giorgio Tirabassi – voce (9)

### Produzione
- Francesco Fazzi, Locomotore Recording Studio, Roma – registrazione
- Piergiorgio Faraglia, TenPeopleTown Studio, Colle di Sellano (Perugia) – registrazione voce e cori delle tracce 1, 4, 5, 6, 7, 10, 11, 12, 13 e chitarra della traccia 12
- Fabio Martino, Casa Collente, Acqui Terme (Alessandria) – registrazione voce di Paolo Archetti Maestri e diamonica nella traccia 12
- Extrafonia Studio, Milano - registrazione traccia 14
- Piergiorgio Faraglia, TenPeopleTown Studio, Colle di Sellano (Perugia) – missaggio
- BandaJorona – produzione artistica
- Marco Petrella – illustrazione in seconda pagina
- Pietro Orsatti, Paolo Guglielmo Sulpasso, Massimigliano Polletin, Ludovica Valori, Sebastiano Gulisano – fotografie
- Ale Sordi – grafica
- Ludovica Valori – altre illustrazioni